# اقتصاد نسوي
الاقتصاد النسائي هو الدراسة النقدية للاقتصاديات والاقتصاديات، مع التركيز على البحث الاقتصادي وتحليل السياسات الشاملين اللذين يراعي الفوارق بين الجنسين. يشمل الباحثون الاقتصاديون النسويون الأكاديميين والناشطين ومنظري السياسات والممارسين. تركز الكثير من الأبحاث الاقتصادية النسوية على الموضوعات التي تم إهمالها في هذا المجال، مثل أعمال الرعاية أو عنف الشريك الحميم أو على النظريات الاقتصادية التي يمكن تحسينها من خلال دمج أفضل للآثار والتفاعلات بين الجنسين، مثل بين القطاعات الاقتصادية المدفوعة وغير المدفوعة الأجر في الاقتصادات. شارك باحثون نسويون آخرون في أشكال جديدة لجمع البيانات وقياسها، مثل مقياس تمكين النوع الاجتماعي (GEM)، ونظريات أكثر إدراكًا للجنس مثل نهج القدرات. الاقتصاد النسائي موجه نحو هدف «تعزيز رفاهية الأطفال والنساء والرجال في المجتمعات المحلية والوطنية وعبر الوطنية».
يسميه الاقتصاديون النسوي الانتباه إلى المنشآت الاجتماعية من الاقتصاد التقليدي، والتشكيك في مدى هو إيجابي وموضوعي، وتبين كيف متحيزة نماذج وأساليب من قبل الاهتمام الحصري لـمذكر المواضيع -associated وتفضيل من جانب واحد من masculine- الافتراضات والأساليب المرتبطة بها. في حين أن الاقتصاد ركز بشكل تقليدي على الأسواق والأفكار المرتبطة بالمذكر المتمثلة في الاستقلال والتجريد والمنطق، فإن الاقتصاديين النسويين يدعون إلى استكشاف أكثر اكتمالا للحياة الاقتصادية، بما في ذلك موضوعات «أنثوية ثقافية» مثل الاقتصاد الأسري، ودراسة أهمية الارتباطات، والاطمئنان، والعاطفة في شرح الظواهر الاقتصادية.
ساهم العديد من العلماء من بينهم إستر بوسيرب وماريان فيربر وجولي إيه نيلسون ومارلين وارنج ونانسي فولبر وديان إيلسون وأيلسا مكاي في الاقتصاد النسوي. غالبًا ما يُنظر إلى كتاب وارينغ لعام 1988 «إذا عدت النساء» على أنه «المستند التأسيسي» للانضباط. بحلول التسعينيات من القرن العشرين، أصبحت الاقتصاد النسائي معترفًا به كحقل فرعي راسخ داخل الاقتصاد لتوليد فرص نشر الكتب والمقالات لممارسيها.

## الأصول والتاريخ

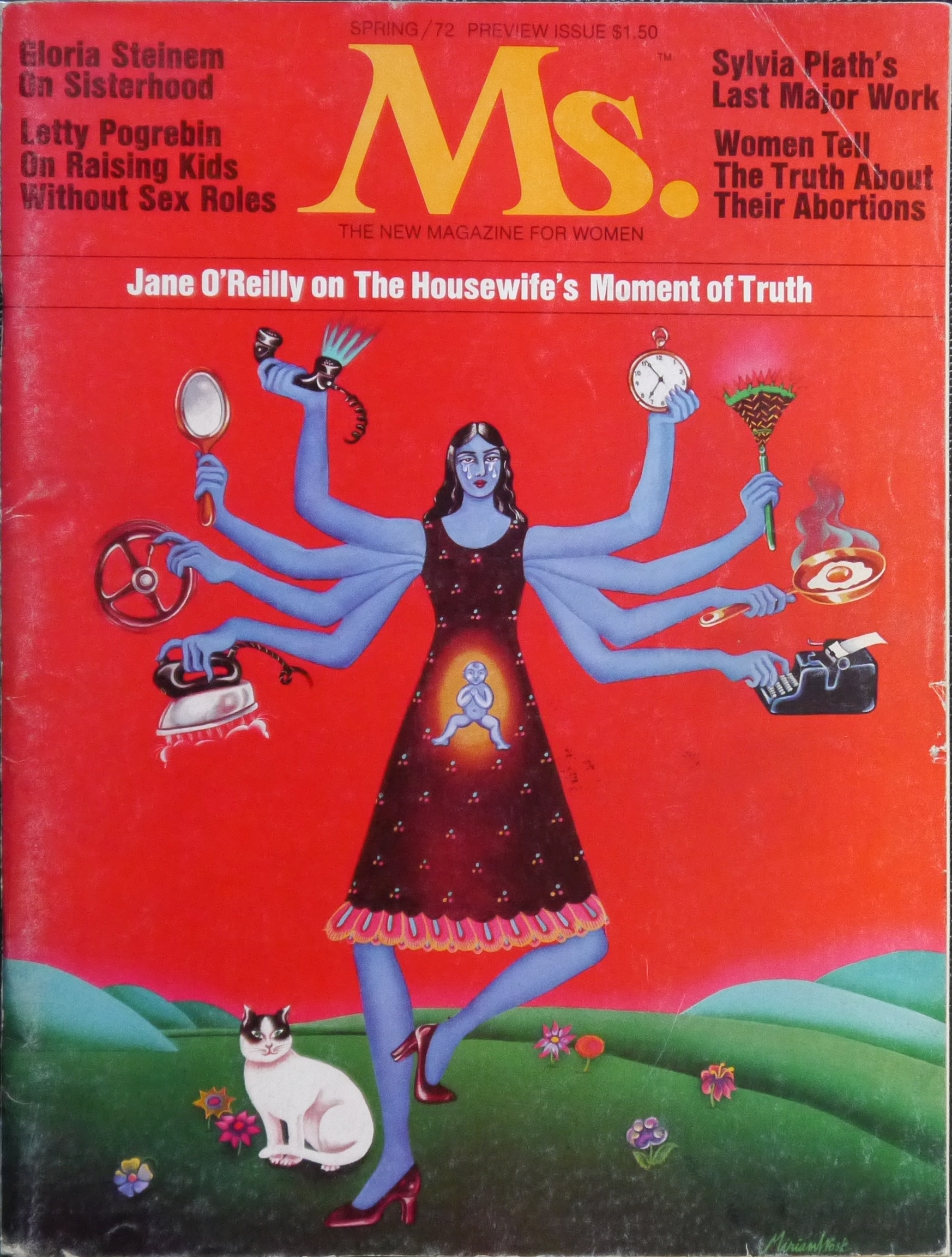
فحص العدد الأول من مجلة السيدة الاقتصاد النسائي في مقال بقلم جين أورايلي

على الرغم من عدم وجود قائمة محددة لمبادئ الاقتصاد النسوي، في وقت مبكر، جادل الأخلاقيات النسوية، والاقتصاديون، وعلماء السياسة، وعلماء النظم بأن العمل التقليدي للمرأة (مثل تربية الأطفال، ورعاية كبار السن المرضى) والمهن (مثل التمريض، والتدريس) مقومة بأقل من قيمتها بشكل منهجي فيما يتعلق بعمل الرجال. على سبيل المثال، سعت أطروحة جين جاكوبس عن «أخلاقيات الجارديان» وتناقضها مع «أخلاقيات التاجر» إلى شرح التقليل من قيمة أنشطة الوصاية، بما في ذلك مهام حماية الطفل ورعايته وتضميد جراحه التي كلفت بها النساء تقليديًا.
كتبت في عام 1969 ونُشرت لاحقًا في دليل العامل المنزلي، "العمل المنزلي لبيتسي ووريور : العبودية أو عمل الحب ومصدر وقت الفراغ  تقدم حجة مقنعة مفادها أن إنتاج واستنساخ العمل المنزلي الذي تؤديه النساء يشكل الأساس لجميع المعاملات الاقتصادية والبقاء على قيد الحياة؛ على الرغم من عدم المكافأة وغير المدرجة في الناتج المحلي الإجمالي. وفقًا لـ Warrior: "الاقتصاد، كما هو معروض اليوم، يفتقر إلى أي أساس في الواقع لأنه يستبعد أساس الحياة الاقتصادية ذاته. أن الأساس مبني على عمل المرأة. أولاً المخاض الإنجابي الذي ينتج كل عامل جديد (والسلعة الأولى، وهي حليب الأم والتي تدعم كل مستهلك/عامل جديد)؛ ثانياً، يستلزم عمل النساء التنظيف الضروري بيئياً، والطهي لجعل المواد الخام قابلة للاستهلاك، والتفاوض للحفاظ على الاستقرار الاجتماعي ورعاية، والتي تستعد للسوق وتحافظ على كل عامل. هذا يشكل صناعة مستمرة للمرأة تمكن العمال من شغل كل منصب في قوة العمل. بدون هذا العمل الأساسي والسلع الأساسية، لن يكون هناك أي نشاط اقتصادي أو لن نتمكن من الاستمرار في التطور. "  كما يلاحظ واريور أن الدخل غير المعترف به للرجال من الأنشطة غير المشروعة مثل الأسلحة والمخدرات والاتجار بالبشر، والكسب غير المشروع السياسي، والمكافآت الدينية ومختلف الأنشطة الأخرى غير المكشوف عنها توفر تدفق دخل غني للرجال، مما يبطل أرقام الناتج المحلي الإجمالي. حتى في الاقتصادات السرية التي تسود فيها المرأة عدديًا، مثل الاتجار بالبشر والبغاء والعبودية المنزلية، فإن نسبة ضئيلة فقط من إيرادات القواد تنقسم إلى النساء والأطفال الذين ينشرهم. عادةً ما يكون المبلغ الذي يتم إنفاقه عليهما هو فقط للحفاظ على حياتهم، وفي حالة أولئك الذين يمارسون الدعارة، قد يتم إنفاق بعض المال على الملابس والتعابير التي تجعلهم أكثر قابلية للبيع لعملاء القواد. على سبيل المثال، مع التركيز على الولايات المتحدة الأمريكية فقط، وفقًا لتقرير برعاية الحكومة صادر عن المعهد الحضري في عام 2014، "قد تجني عاهرة في دالاس ما يصل إلى 5 دولارات لكل جنس. لكن يمكن أن يحصل القوادون على 33000 دولار في الأسبوع في أتلانتا، حيث تجلب تجارة الجنس ما يقدر بنحو 290 مليون دولار في السنة. "  يعتقد Warrior أن التحليل الاقتصادي الشامل والقائم على الحقائق هو وحده الذي سيوفر قواعد موثوقة للتخطيط المستقبلي للاحتياجات البيئية والإنجابية/للسكان.
في عام 1970، نشرت Ester B o s e r u p دور المرأة في التنمية الاقتصادية وقدمت أول دراسة منهجية للآثار الجنسانية للتحول الزراعي والتصنيع والتغيرات الهيكلية الأخرى. هذا الدليل يضيء النتائج السلبية التي كانت لهذه التغييرات بالنسبة للمرأة. وضع هذا العمل، من بين أمور أخرى، الأساس لادعاء واسع بأن «النساء والرجال يتغلبون على عاصفة الصدمات الاقتصادية الكلية والسياسات النيوليبرالية وقوى العولمة بطرق مختلفة». علاوة على ذلك، تم تنفيذ تدابير مثل المساواة في التوظيف في الدول المتقدمة في السبعينيات والتسعينيات، ولكنها لم تنجح بالكامل في إزالة الفجوات في الأجور حتى في الدول ذات التقاليد القوية في الأسهم.

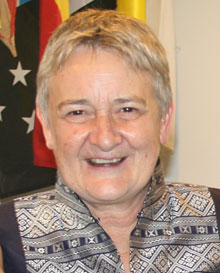
مارلين وارنج ، مؤلفة كتاب «إذا عدت النساء» (1988)

في عام 1988، نشرت مارلين وارنج كتاب " إذا عدت النساء: اقتصاد نسائي جديد، نقد مبتكر ومنهجي لنظام الحسابات القومية، والمعيار الدولي لقياس النمو الاقتصادي، والطرق التي تعمل بها المرأة غير مدفوعة الأجر وكذلك قيمة الطبيعة تم استبعادها مما يعتبر مثمرًا في الاقتصاد. في مقدمة كتاب الأنثولوجيا لعام 2014 الذي يعتمد على مارلين وارنج، كتبت جولي نيلسون: "عمل مارلين وارنج استيقظ الناس. لقد أوضحت بالضبط كيف أن العمل غير المدفوع الأجر الذي تقوم به النساء تقليدياً قد أصبح غير مرئي ضمن أنظمة المحاسبة الوطنية، والضرر الذي يسببه ذلك. شجع كتابها... وأثر على مجموعة واسعة من العمل على طرق، عدديًا وغير ذلك، لتقييم عمل الرعاية الذي يحافظ على حياتنا والحفاظ عليه ومكافأته. بالإشارة إلى إهمال مماثل للبيئة الطبيعية، أصدرت أيضًا دعوة للاستيقاظ لقضايا الاستدامة البيئية التي أصبحت أكثر إلحاحًا بمرور الوقت. في العقود الأخيرة، اتسع مجال الاقتصاد النسوي واتسع ليشمل هذه الموضوعات وأكثر من ذلك. " 
بدعم من تشكيل لجنة وضع المرأة في مهنة الاقتصاد (C S W E P) في عام 1972، ظهرت الانتقادات القائمة على الجنس في الاقتصاد التقليدي في السبعينيات والثمانينيات. شجع ظهور بدائل التنمية مع النساء لعصر جديد (DAWN) وتأسيس عام 1992 للجمعية الدولية للاقتصاد النسائي (I A F F E) مع مجلة الاقتصاد النسائي في عام 1994  على النمو السريع للاقتصاديات النسوية.
كما هو الحال في التخصصات الأخرى، كان التركيز الأولي للاقتصاديات النسوية هو نقد النظرية والمنهجية ونهج السياسة المتبعة. بدأ النقد في الاقتصاد الجزئي للأسر المعيشية وأسواق العمل وانتشر إلى الاقتصاد الكلي والتجارة الدولية، وتمتد في النهاية ليشمل جميع مجالات التحليل الاقتصادي التقليدي. دفع الاقتصاديون النسائيون إلى إنتاج نظرية وتحليلات مدركة للجندر وأنتجوا ذلك، وسعوا من التركيز على الاقتصاد وسعوا إلى تعددية المنهجيات وأساليب البحث.
تشترك الاقتصاديات النسوية في العديد من وجهات نظرها مع الاقتصاد البيئي ومجال الاقتصاد الأخضر الأكثر تطبيقًا، بما في ذلك التركيز على قيم الاستدامة والطبيعة والعدالة والرعاية.

## نقد الاقتصاد التقليدي
```
فإن الاقتصاديين النسويين يقدمون مجموعة متنوعة من الانتقادات للنهج القياسية في الاقتصاد.
[
17
]
 على سبيل المثال، قدمت الاقتصاديات البارزة في مجال المساواة بين الجنسين بولا إنجلترا واحدة من أقدم الانتقادات النسوية للاقتصاد التقليدي لأنها تحدت المزاعم التالية:
```

- أن مقارنات المنفعة الشخصية مستحيلة.
- أن الأذواق خارجية ولا تتغير.
- أن الجهات الفاعلة أنانية.
- أن رؤساء الأسرة التصرف الإيثار.[18]

هذه القائمة ليست شاملة ولكنها تمثل بعض الانتقادات الاقتصادية النسوية المركزية للاقتصاد التقليدي، من بين مجموعة واسعة من وجهات النظر والنقد.

### المعيارية
العديد من النسويات يلفتن الانتباه إلى أحكام التقييم في التحليل الاقتصادي. هذه الفكرة تتناقض مع المفهوم النموذجي للاقتصاد كعلم إيجابي عقده العديد من الممارسين. على سبيل المثال، يقترح جيف شنايدر وجان شاكلفورد أن «القضايا التي يختار الاقتصاديون دراستها، وأنواع الأسئلة التي يطرحونها، ونوع التحليل الذي يقومون به جميعها هي نتاج نظام معتقد يتأثر بعوامل عديدة، بعضها أيديولوجية في الشخصية.»  وبالمثل، تعلق ديانا ستراسمان، «تستند جميع الإحصاءات الاقتصادية إلى قصة أساسية تشكل أساس التعريف. وبهذه الطريقة، تشكل الإنشاءات السردية أساسًا جميع تعريفات المتغيرات والإحصائيات. لذلك، لا يمكن أن يفلت البحث الاقتصادي من أن يكون نوعيًا بطبيعته، بصرف النظر عن كيفية تصنيفه.»  يلفت خبراء الاقتصاد النسائي الانتباه إلى الأحكام القيمة في جميع جوانب الاقتصاد وينتقدون تصويرها لعلم موضوعي.

### تجارة حرة
أحد المبادئ الأساسية للاقتصاد السائد هو أن التجارة يمكن أن تجعل الجميع في وضع أفضل من خلال الميزة النسبية ومكاسب الكفاءة من التخصص وزيادة الكفاءة. كثير من الاقتصاديات النسوية يشككون في هذا الادعاء. تستكشف ديان إلسون وكارين غرو ونيلوفر كاجاتاي الدور الذي تلعبه عدم المساواة بين الجنسين في التجارة الدولية وكيف تعيد هذه التجارة تشكيل عدم المساواة بين الجنسين نفسها، ويستكشفون هم وغيرهم من الاقتصاديات النسوية مصالحهم التي تخدمها الممارسات التجارية المحددة.
على سبيل المثال، فإنها قد تسليط الضوء على أن في أفريقيا، والتخصص في زراعة أحد المحاصيل النقدية جعلت للتصدير في العديد من البلدان تلك البلدان عرضة لتقلبات الأسعار، وأنماط الطقس، والآفات للغاية. قد ينظر الاقتصاديون النسائيون أيضًا في الآثار النوعية المحددة لقرارات التجارة، على سبيل المثال، «في بلدان مثل كينيا، كان الرجال يتحكمون عمومًا في أرباح المحاصيل النقدية بينما لا يزال يُتوقع من النساء توفير الغذاء والملابس للأسرة، ودورها التقليدي في الأسرة الأفريقية، إلى جانب العمالة لإنتاج المحاصيل النقدية. وهكذا عانت النساء بشكل كبير من التحول بعيدًا عن إنتاج الغذاء المعيشي نحو التخصص والتجارة.»  وبالمثل، نظرًا لأن النساء غالباً ما يفتقرن إلى القوة الاقتصادية كمالكات للأعمال، فمن الأرجح أن يتم توظيفهن كعمالة رخيصة، وغالبًا ما يتم إشراكهن في مواقف استغلالية.

### استبعاد النشاط غير السوقي
الاقتصاد النسائي يلفت الانتباه إلى أهمية الأنشطة غير السوقية، مثل رعاية الأطفال والعمل المنزلي، في التنمية الاقتصادية. وهذا يتناقض تناقضاً حاداً مع الاقتصاد الكلاسيكي الحديث حيث لا تُعتبر هذه الأشكال من العمل ظاهرة «غير اقتصادية». إدراج مثل هذا العمل في الحسابات الاقتصادية يزيل التحيز الجندري الكبير لأن النساء يؤدين هذه المهام بشكل غير متناسب. عندما لا يتم حساب هذا العمل في النماذج الاقتصادية، يتم تجاهل الكثير من العمل الذي تقوم به النساء، مما يقلل من قيمة جهودهن حرفيًا.

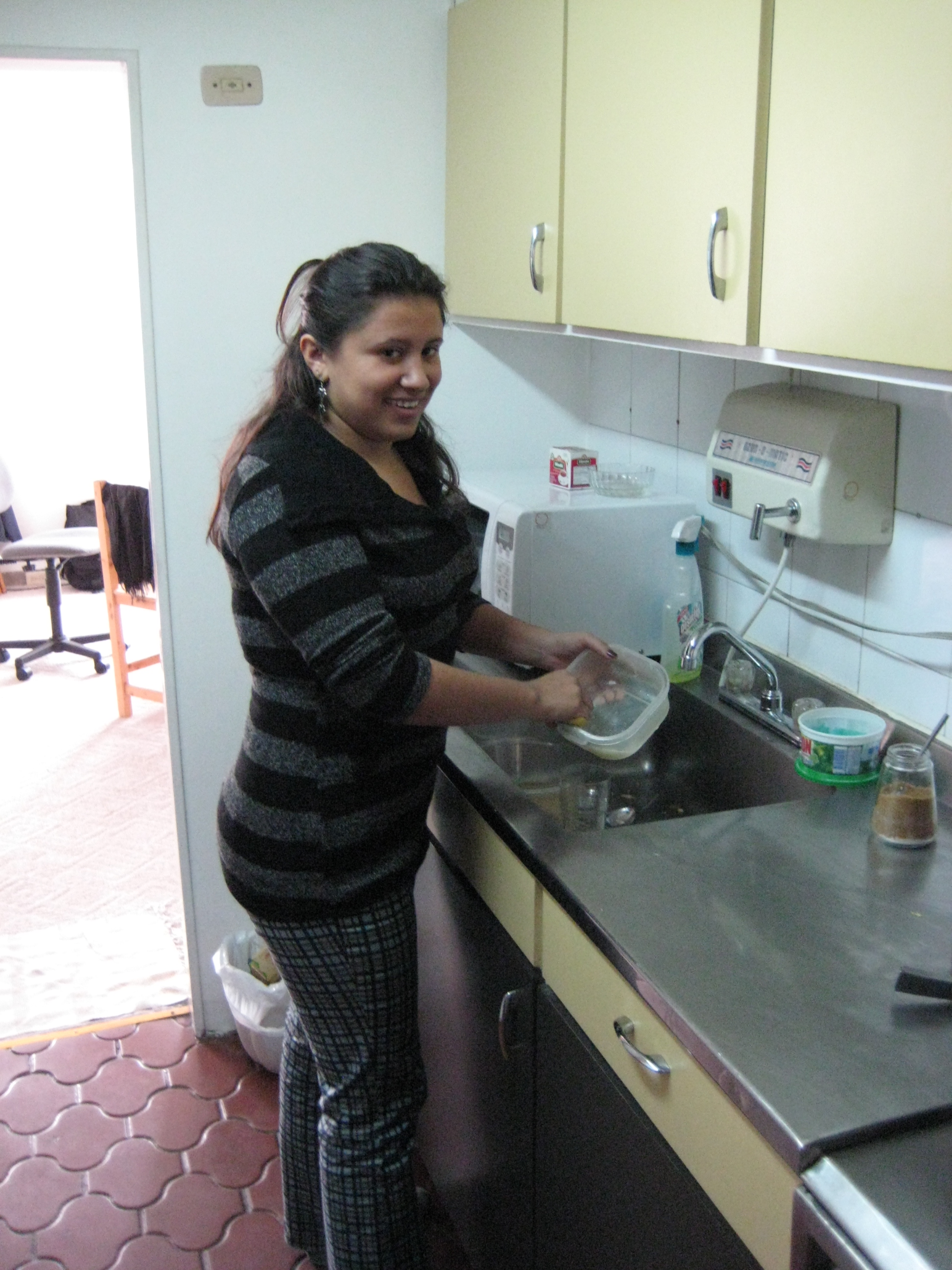
عاملة منازل كولومبية. يعتبر أصدقاء الجوار والأسرة الذين يتقاسمون مسؤوليات الأسرة ورعاية الأطفال مثالاً على النشاط غير السوقي الذي يتم خارج سوق العمل التقليدية.

وبشكل أكثر تحديداً، على سبيل المثال، تفحص نانسي فولبر دور الأطفال كسلع عامة وكيف يساهم عمل الوالدين غير السوقي في تنمية رأس المال البشري كخدمة عامة. في هذا المعنى، فإن الأطفال هم من العوامل الخارجية الإيجابية التي لا يتم استثمارها وفقًا للتحليل التقليدي. يشير F o l b r e إلى أن هذه الرقابة تنتج جزئيًا عن الفشل في فحص الأنشطة غير السوقية بشكل صحيح.
وصفت مارلين وارنج كيف أن استبعاد الأنشطة غير السوقية في أنظمة المحاسبة الوطنية يعتمد على الاختيار المتعمد وتصميم المعايير الدولية للحسابات القومية التي تستبعد صراحة الأنشطة غير السوقية. في بعض البلدان، مثل النرويج، التي أدرجت العمل المنزلي غير مدفوع الأجر في الناتج المحلي الإجمالي في النصف الأول من القرن العشرين، تم استبعاده في عام 1950 لأسباب تتعلق بالتوافق مع المعيار الدولي الجديد.
يناقش A i l s a McKay للحصول على دخل أساسي باعتباره «أداة لتعزيز حقوق المواطنة الاجتماعية المحايدة جنسانيا» جزئيا لمعالجة هذه المخاوف.

### إغفال علاقات القوة
تؤكد الاقتصاديات النسوية غالبًا على وجود علاقات القوة داخل الاقتصاد، وبالتالي، يجب تقييمها في النماذج الاقتصادية بطرق سبق أن تم تجاهلها. على سبيل المثال، في «النصوص الكلاسيكية الجديدة، يُنظر إلى بيع العمل على أنه تبادل متبادل المنفعة يفيد كلا الطرفين. لم تتم الإشارة إلى عدم المساواة في القوة في التبادل والتي تميل إلى إعطاء صاحب العمل سلطة على الموظف.»  غالبًا ما تحابي علاقات القوة هذه الرجال، ولا يوجد أي ذكر لمصاعب خاصة تواجه المرأة في مكان العمل. وبالتالي، «فهم السلطة والسلطة الأبوية يساعدنا على تحليل كيفية عمل المؤسسات الاقتصادية التي يسيطر عليها الذكور في الواقع ولماذا تكون المرأة في كثير من الأحيان في وضع غير مؤات في مكان العمل.»  يمد الاقتصاديون النسائيون هذه الانتقادات في كثير من الأحيان إلى جوانب كثيرة من العالم الاجتماعي، بحجة أن علاقات القوة هي سمة مستوطنة وهامة في المجتمع.

### إهمال الجنس والعرق
يجادل الاقتصاد النسوي بأنه يجب مراعاة الجنس والعرق في التحليل الاقتصادي. يجادل أمارتيا سين أن «الوضع الأدنى بشكل منهجي للمرأة داخل الأسرة وخارجها في العديد من المجتمعات يشير إلى ضرورة التعامل مع الجنس كقوة خاصة به في تحليل التنمية». ويضيف قائلاً إن تجارب الرجال والنساء، حتى داخل نفس الأسرة، غالبًا ما تكون مختلفة إلى درجة أن دراسة الاقتصاد بدون جنس يمكن أن تكون مضللة.
غالبًا ما يمكن تحسين النماذج الاقتصادية من خلال النظر بوضوح في الجنس والعرق والطبقة والطائفة. تصف جولي ماثاي أهميتها: «لم يسبق الفروق بين الجنسين والعنصرية واللامساواة فقط الرأسمالية، بل تم دمجها بطرق أساسية. بعبارة أخرى، كل جانب من جوانب اقتصادنا الرأسمالي يتسم بنوع الجنس والتمييز العنصري؛ النظرية والممارسة التي تتجاهل هذا غير صحيحة بطبيعتها.»  يقول الخبير الاقتصادي النسوي إيمان زين العابدين إنه ينبغي دراسة الاختلافات العرقية والجنسانية لأن كلاهما تم تجاهلهما تقليديًا ومن ثم يتم وصفهما على أنهما «فرق نسوي». تم تخصيص عدد يوليو 2002 من مجلة Feminist Economics لموضوعات «الجنس واللون والطائفة والطبقة».

### المبالغة في الاختلافات بين الجنسين
في حالات أخرى، تم تضخيم الفروق بين الجنسين، مما يحتمل أن يشجع على القوالب النمطية غير المبررة. في الأعمال الحديثة  أظهرت جولي نيلسون كيف أن فكرة أن «النساء أكثر كرهًا للمخاطر من الرجال»، وهو تأكيد شائع الآن من الاقتصاد السلوكي، يعتمد في الواقع على أدلة تجريبية رقيقة للغاية. عند إجراء التحليلات الوصفية للدراسات الحديثة، توضح أنه رغم وجود فروق ذات دلالة إحصائية في مقاييس النفور من المخاطرة المتوسطة، إلا أن الحجم الحقيقي لهذه الاختلافات على مستوى المجموعة يكون صغيراً (حسب ترتيب جزء من الانحراف المعياري)، والعديد من الدراسات الأخرى تفشل في إيجاد فرق ذي دلالة إحصائية على الإطلاق، ومع ذلك، فإن الدراسات التي تفشل في العثور على «فرق» تكون أقل احتمالًا للنشر أو إبرازها.
بالإضافة إلى ذلك، فإن الادعاءات بأن الرجال والنساء لديهم تفضيلات «مختلفة» (مثل المخاطر أو المنافسة أو الإيثار) غالبًا ما يتم إساءة تفسيرها على أنها قاطعة، أي أنها تنطبق على جميع النساء والرجال كأفراد. في الواقع، فإن الاختلافات الصغيرة في متوسط السلوك، كما هو موجود في بعض الدراسات، تكون مصحوبة عمومًا بتداخل كبير في توزيعات الرجال والنساء، أي أنه يمكن العثور على كل من الرجال والنساء بشكل عام في المجموعات الأكثر كرهًا للمخاطر (أو التنافسية أو الإيثار)، وكذلك في الأقل.

### هومو الاقتصادية
يُطلق على النموذج الاقتصادي الكلاسيكي الحديث للشخص " Homo e c o n o mi c u s" ، الذي يصف الشخص الذي «يتفاعل في المجتمع دون أن يتأثر بالمجتمع»، لأن «طريقة تفاعله تتم من خلال سوق مثالي»، حيث تعتبر الأسعار هي الاعتبارات الضرورية الوحيدة. في هذا الرأي، يعتبر الأشخاص ممثلين عقلانيين يشاركون في تحليل هامشي لاتخاذ العديد من قراراتهم أو كلها. يجادل الاقتصاديون النسويون بأن الناس أكثر تعقيدًا من هذه النماذج، ويدعون إلى «رؤية أكثر شمولية للممثل الاقتصادي، والذي يتضمن تفاعلات جماعية وأفعال بدافع عوامل أخرى غير الجشع». يرى الاقتصاد النسوي أن هذا الإصلاح يوفر وصفًا أفضل للتجارب الفعلية لكل من الرجال والنساء في السوق، بحجة أن الاقتصاد السائد يشدد على دور الفردية والمنافسة والأنانية لجميع الجهات الفاعلة. بدلاً من ذلك، يظهر الاقتصاديون النسويات مثل نانسي فلبري أن التعاون يلعب أيضًا دورًا في الاقتصاد.
يشير الاقتصاديون النسائيون أيضًا إلى أن الوكالة ليست متاحة للجميع، مثل الأطفال والمرضى وكبار السن الضعفاء. المسؤوليات عن رعايتهم يمكن أن يعرض للخطر وكالة مقدمي الرعاية كذلك. هذا هو خروج حاسم عن نموذج الاقتصاد المنزلي.
علاوة على ذلك، ينتقد الاقتصاديون النسائيون تركيز الاقتصاديات الكلاسيكية الجديدة على المكافآت النقدية. تلاحظ نانسي فولبر أن «القواعد القانونية والمعايير الثقافية يمكن أن تؤثر على نتائج السوق بطرق غير مواتية بشكل واضح للمرأة». ويشمل ذلك الفصل المهني الذي يؤدي إلى عدم المساواة في الأجر بالنسبة للمرأة. يتناقض البحث النسائي في هذه المجالات مع الوصف الكلاسيكي الحديث لأسواق العمل التي يتم فيها اختيار المهن بحرية من قبل الأفراد الذين يعملون بمفردهم وبدافع من إرادتهم الحرة. تشمل الاقتصاد النسائي أيضًا دراسة المعايير ذات الصلة بالاقتصاد، مما يتحدى الرأي التقليدي القائل بأن الحوافز المادية ستوفر بشكل موثوق السلع التي نريدها ونحتاجها (سيادة المستهلك)، وهذا لا ينطبق على كثير من الناس.
الاقتصاد المؤسسي هو أحد الوسائل التي يتحسن بها الاقتصاديون النسويون وفق نموذج هومو الاقتصادي. تبحث هذه النظرية في دور المؤسسات والعمليات الاجتماعية التطورية في تشكيل السلوك الاقتصادي، مع التركيز على «تعقيد الدوافع البشرية وأهمية ثقافة وعلاقات القوة». وهذا يوفر رؤية أكثر شمولية للفاعل الاقتصادي من homo economicus. 
يقدم عمل جورج أكيرلوف وجانيت يلين حول أجور الكفاءة القائمة على مفاهيم العدالة مثالاً على نموذج نسوي للجهات الفاعلة الاقتصادية. في عملهم، ليس الوكلاء متطرفين أو معزولين ، لكنهم يتصرفون بشكل متضافر وبإنصاف، ويكونون قادرين على الشعور بالغيرة، ويهتمون بالعلاقات الشخصية. يستند هذا العمل إلى علم الاجتماع التجريبي وعلم النفس، ويشير إلى أن الأجور يمكن أن تتأثر باعتبارات العدالة بدلاً من قوى السوق البحتة.

### منهجية محدودة
غالبًا ما يُنظر إلى الاقتصاد على أنه «دراسة حول كيفية إدارة المجتمع لموارده النادرة» وعلى هذا النحو تقتصر على البحث الرياضي. يقول الاقتصاديون التقليديون غالبًا أن مثل هذا النهج يضمن الموضوعية ويفصل الاقتصاد عن المجالات «الأضعف» مثل علم الاجتماع والعلوم السياسية. يجادل الاقتصاديون النسويون، على العكس من ذلك، بأن المفهوم الرياضي للاقتصاد الذي يقتصر على الموارد الشحيحة هو عقبة من السنوات الأولى للعلوم والفلسفة الديكارتية، ويقيد التحليل الاقتصادي. لذلك غالباً ما يدعو الاقتصاديون النسائيون إلى جمع بيانات أكثر تنوعًا ونماذج اقتصادية أوسع.

### علم التربية الاقتصادية
يشير الاقتصاديون النسويون إلى أن محتوى الدورات التعليمية وأسلوب تدريسها سيستفيدان من بعض التغييرات. يوصي البعض بما في ذلك التعلم التجريبي، وجلسات المختبر، والبحوث الفردية والمزيد من الفرص «لممارسة الاقتصاد». يريد البعض المزيد من الحوار بين المعلمين والطلاب. يهتم كثير من الاقتصاديات النسوية بشكل عاجل بكيفية تأثير محتوى الدورة على التركيبة السكانية للاقتصاديين المستقبليين، مما يشير إلى أن «مناخ الفصل الدراسي» يؤثر على تصورات بعض الطلاب لقدرتهم.

### الأزمة المالية 2000 عقد
يجادل مارجون بيورنهولت وأيلسا مكاي بأن الأزمة المالية في 2007-2008 والاستجابة لها كشفت عن أزمة أفكار في الاقتصاد السائد وداخل مهنة الاقتصاد، وتدعو إلى إعادة تشكيل كل من الاقتصاد والنظرية الاقتصادية ومهنة الاقتصاد. يجادلون بأن مثل هذا إعادة التشكيل يجب أن يشمل تطورات جديدة في الاقتصاد النسوي تأخذ كنقطة انطلاق لها موضوع مسؤول اجتماعيًا ومعقول وخاضع للمساءلة في خلق اقتصاد ونظريات اقتصادية تعترف تمامًا برعاية بعضها البعض وكذلك الكوكب.

## المجالات الرئيسية للتحقيق
تشمل الانتقادات النسوية للاقتصاد أن «الاقتصاد، مثله مثل أي علم، يتم بناؤه اجتماعيًا». يُظهر الاقتصاديون النسويون أن التراكيب الاجتماعية تعمل على امتياز التفسيرات التي يحددها الذكور والغرب والجنس الآخر للاقتصاد. إنها تدمج عمومًا نظرية وأطر النسوية لإظهار كيف تشير مجتمعات الاقتصاد التقليدية إلى توقعات بشأن المشاركين المناسبين، إلى جانب استبعاد الغرباء. تمتد هذه الانتقادات لتشمل النظريات والمنهجيات ومجالات البحث في الاقتصاد، من أجل إظهار أن حسابات الحياة الاقتصادية تتأثر تأثرا عميقا بالتاريخ المتحيز، والهياكل الاجتماعية، والقواعد، والممارسات الثقافية، والتفاعلات بين الأشخاص، والسياسة.
غالبًا ما يميز الاقتصاديون النسويون تمييزًا حاسمًا بأن التحيز الذكوري في الاقتصاد هو في المقام الأول نتيجة للجنس وليس للجنس. بمعنى آخر، عندما يبرز الاقتصاديون النسويون تحيزات الاقتصاد السائد، فإنهم يركزون على معتقداتهم الاجتماعية حول الذكورة مثل الموضوعية، والانفصال، والاتساق المنطقي، والإنجاز الفردي، والرياضيات، والتجريد، ونقص العاطفة، ولكن ليس على جنس السلطات المواضيع. ومع ذلك، فإن الإفراط في تمثيل الرجال بين الاقتصاديين وموضوعاتهم الدراسية يثير القلق أيضًا.

### التاريخ الاقتصادي

دخل المرأة الأسبوعي كنسبة مئوية من الرجال في الولايات المتحدة حسب العمر ، 1979-2005

يقول الاقتصاديون النسويون إن الاقتصاديات السائدة قد تم تطويرها بشكل غير متناسب من قبل رجال من ذوي الميول الجنسية الأوروبية والمتحولين جنسياً ومن الطبقة المتوسطة والعليا، وأن هذا قد أدى إلى قمع تجارب الحياة للتنوع الكامل لشعوب العالم، وخاصة النساء والأطفال وهؤلاء في الأسر غير التقليدية.
بالإضافة إلى ذلك، يدعي الاقتصاديون النسويات أن الأسس التاريخية للاقتصاد هي بطبيعتها مستبعدة من النساء. تشير ميشيل بوجول إلى خمسة افتراضات تاريخية محددة حول المرأة نشأت وأصبحت جزءًا لا يتجزأ من صياغة الاقتصاد، ولا تزال تستخدم للحفاظ على أن المرأة تختلف عن المعايير الذكورية وتستبعدها. وتشمل هذه الأفكار التي:
- جميع النساء متزوجات، أو إذا لم يكن الأمر كذلك، فسوف يكونن وجميع النساء لديهن أطفال.
- جميع النساء يعتمدن اقتصاديا على أحد الأقارب الذكور.
- جميع النساء (وينبغي أن يكون) ربات بيوت بسبب قدراتهن الإنجابية.
- المرأة غير منتجة في القوى العاملة الصناعية.
- المرأة غير عقلانية وعوامل اقتصادية غير صالحة، ولا يمكن الوثوق بها لاتخاذ القرارات الاقتصادية الصحيحة.

يدرس الاقتصاديون النسويون أيضًا تفاعل المفكرين الاقتصاديين في وقت مبكر أو عدم تفاعلهم مع قضايا النوع الاجتماعي وقضايا المرأة، مع عرض أمثلة على مشاركة المرأة التاريخية مع الفكر الاقتصادي. على سبيل المثال، تناقش إديث كويبر ارتباط آدم سميث مع الخطاب النسوي حول دور المرأة في القرن الثامن عشر، فرنسا وإنجلترا. وجدت أن سميث من خلال كتاباته، أيد الوضع الراهن فيما يتعلق بقضايا المرأة و«فقد البصر عن تقسيم العمل في الأسرة ومساهمة العمل الاقتصادي للمرأة». ورداً على ذلك، أشارت إلى أعمال ماري كولير مثل The Woman's Labour (1739) للمساعدة في فهم تجارب سميث المعاصرة للنساء وسد هذه الثغرات.

### توليد نظريات الاقتصاد الكلي

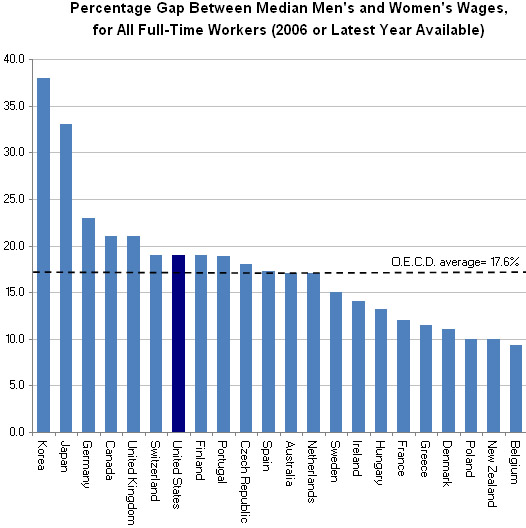
النسبة المئوية للفجوة بين متوسط أجر الرجل والمرأة ، للعمال المتفرغين حسب بلد منظمة التعاون الاقتصادي والتنمية، 2006. في المملكة المتحدة، تتمثل أهم العوامل المرتبطة بالفجوة المتبقية في الأجور بين الجنسين في العمل بدوام جزئي، والتعليم، وحجم الشركة التي يعمل فيها الشخص، والفصل المهني (المرأة ممثلة تمثيلا ناقصا في الإدارة والمهنية ذات الأجور المرتفعة المهن.)

من الأمور الأساسية بالنسبة للاقتصاديات النسوية محاولة لتغيير النموذج النظري للاقتصاد، لتقليل التحيز وعدم المساواة بين الجنسين. تركز استفسارات الاقتصاد الكلي النسوية على تدفقات رأس المال الدولية، والتقشف المالي، وإلغاء الضوابط والخصخصة، والسياسة النقدية، والتجارة الدولية والمزيد. بشكل عام، تأخذ هذه التعديلات ثلاثة أشكال رئيسية: التصنيف بين الجنسين، إضافة متغيرات الاقتصاد الكلي القائمة على النوع الاجتماعي، وإنشاء نظام من قطاعين.

#### تفصيل الجنس
تسعى طريقة التحليل الاقتصادي هذه إلى التغلب على التحيز بين الجنسين من خلال إظهار كيف يختلف الرجال والنساء في سلوكهم في الاستهلاك أو الاستثمار أو الادخار. استراتيجيات التصنيف بين الجنسين تبرر فصل متغيرات الاقتصاد الكلي حسب الجنس. يوضح K o r k u t E r t u r k و N i l u f e r C a g a t a y كيف أن تأنيث العمل يحفز الاستثمار، بينما الزيادة في نشاط الإناث في الأعمال المنزلية تزيد المدخرات. يسلط هذا النموذج الضوء على كيفية تأثير النوع الاجتماعي على متغيرات الاقتصاد الكلي ويظهر أن هناك احتمال أكبر للاقتصادات في التعافي من الركود إذا شاركت النساء في قوة العمل أكثر من ذلك، بدلاً من تكريس وقتهن للعمل المنزلي.

#### متغيرات الاقتصاد الكلي الجنسانية

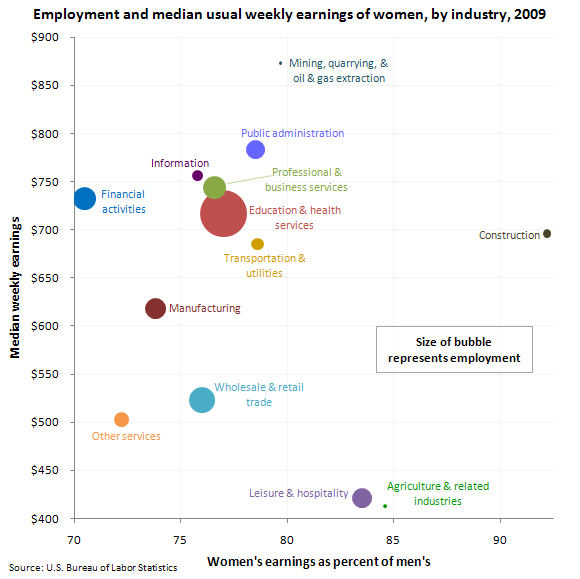
الأرباح الأسبوعية للنساء في الولايات المتحدة، والعمالة، والنسبة المئوية من إيرادات الرجال، حسب الصناعة، 2009

يوضح هذا النهج آثار عدم المساواة بين الجنسين من خلال تعزيز نماذج الاقتصاد الكلي. يوضح برنارد والترز أن النماذج التقليدية الكلاسيكية تفشل في تقييم العمل المتعلق بالإنجاب على نحو كاف بافتراض أن السكان واليد العاملة يتحددان بشكل خارجي. وهذا لا يفسر حقيقة أن المدخلات يتم إنتاجها من خلال رعاية العمل، والتي تؤديها النساء بشكل غير متناسب. ستيفن نولز وآخرون. استخدام نموذج نمو كلاسيكي جديد لإظهار أن تعليم المرأة له تأثير إيجابي إحصائي على إنتاجية العمل، وأكثر قوة من تعليم الرجال. في كلتا هاتين الحالتين، يسلط الاقتصاديون الضوء على ومعالجة التحيزات الجنسانية لمتغيرات الاقتصاد الكلي لإظهار أن النوع الاجتماعي يلعب دورًا مهمًا في نتائج النماذج.

#### نظام القطاعين
يصنف نهج النظام القائم على قطاعين الاقتصاد كنظامين منفصلين: أحدهما يتضمن متغيرات الاقتصاد الكلي القياسية، بينما يتضمن الآخر متغيرات خاصة بنوع الجنس. طور ويليام دارتي مقاربة ذات قطاعين للاقتصادات المنخفضة الدخل القائمة على الزراعة. يوضح دارتي أن زراعة الكفاف تعتمد على عمل النساء، بينما يعتمد إنتاج الدخل على عمل كل من الرجال والنساء في أنشطة المحاصيل النقدية. يوضح هذا النموذج أنه عندما يسيطر الرجال على الإنتاج والدخل، فإنهم يسعون إلى زيادة دخلهم عن طريق إقناع النساء ببذل جهد إضافي في إنتاج المحاصيل النقدية، مما يسبب زيادات في المحاصيل النقدية التي تأتي على حساب إنتاج الكفاف.

### رفاهية
يجادل كثير من الاقتصاديين النسويات بأن الاقتصاد يجب أن يركز بدرجة أقل على الآليات (مثل الدخل) أو النظريات (مثل النفعية) وأكثر على الرفاه، وهو مفهوم متعدد الأبعاد بما في ذلك الدخل والصحة والتعليم والتمكين والوضع الاجتماعي. يجادلون بأن النجاح الاقتصادي لا يمكن قياسه فقط بالسلع أو الناتج المحلي الإجمالي، ولكن يجب أيضًا قياسه برفاهية الإنسان. الدخل الكلي لا يكفي لتقييم الرفاه العام، لأنه يجب أيضًا النظر في استحقاقات الفرد واحتياجاته، مما يؤدي إلى قيام الاقتصاديات النسويات بدراسة الصحة وطول العمر والحصول على الممتلكات والتعليم والعوامل ذات الصلة.
توضح بينا أغاروال وبراديب باندا أن وضع ملكية المرأة (مثل امتلاك منزل أو أرض) يقلل بشكل مباشر وكبير من فرصها في التعرض للعنف المنزلي، في حين أن العمالة لا تحدث فرقًا كبيرًا. يجادلون بأن مثل هذه الممتلكات غير المنقولة تزيد من احترام المرأة لذاتها وأمنها الاقتصادي، وتعزز من مواقعها المتراجعة، وتعزز خياراتها ونفوذها التفاوضي. إنهم يظهرون أن ملكية الممتلكات هي مساهم مهم في رفاهية المرأة الاقتصادية لأنها تقلل من تعرضها للعنف.
من أجل قياس الرفاه بشكل عام، ساعد أمارتيا سين وساكيكو فوكودا بار وغيرهم من الاقتصاديات النسوية على تطوير بدائل للناتج المحلي الإجمالي، مثل مؤشر التنمية البشرية. تشتمل النماذج الأخرى التي تهم الاقتصاديين النسويين على نظرية القيمة للعمل، والتي تم تطويرها بشكل شامل في Das Capital من قبل كارل ماركس. يعتبر هذا النموذج الإنتاج كمشروع بشري تم إنشاؤه اجتماعيًا ويعيد تعريف الأجور كوسيلة لكسب الرزق. هذا يعيد تركيز النماذج الاقتصادية على الرغبات والاحتياجات الفطرية للإنسان بدلاً من الحوافز النقدية.

#### نهج القدرات البشرية
ابتكر أمارتيا سين ومارتا نوسباوم الاقتصاديين النسويين منهج القدرات البشرية كوسيلة بديلة لتقييم النجاح الاقتصادي المتجذر في أفكار اقتصاديات الرفاهية وركزا على إمكانات الفرد في القيام بما قد يختار هو أو هي. بخلاف مقاييس النجاح الاقتصادية التقليدية، والتي تركز على الناتج المحلي الإجمالي، أو المنفعة، أو الدخل، أو الأصول أو غيرها من التدابير النقدية، يركز نهج القدرات على ما يمكن للأفراد القيام به. يركز هذا النهج على العمليات وكذلك النتائج، ويوجه الانتباه إلى الديناميات الثقافية والاجتماعية والمادية للرفاه. مارثا نوسبوم، توسعت في النموذج مع قائمة أكثر اكتمالا من القدرات المركزية بما في ذلك الحياة والصحة والسلامة الجسدية والفكر، وأكثر من ذلك. في السنوات الأخيرة، أثر نهج القدرات على إنشاء نماذج جديدة بما في ذلك مؤشر التنمية البشرية التابع للأمم المتحدة.

### المساومة المنزلية
من الأمور الأساسية في الاقتصاد النسوي نهج مختلف تجاه «الأسرة» و «الأسرة». في الاقتصاد الكلاسيكي، توصف هذه الوحدات عادةً بأنها ودية ومتجانسة. قدم غاري بيكر وخبراء الاقتصاد المنزلي الجدد دراسة «الأسرة» إلى الاقتصاد التقليدي، والتي تفترض عادة أن الأسرة هي وحدة إيثارية واحدة يتم توزيع الأموال فيها بالتساوي. وقد خلص آخرون إلى أن التوزيع الأمثل للسلع والأحكام يحدث داخل الأسرة كنتيجة لذلك ينظرون إلى الأسر بنفس الطريقة التي ينظر إليها بها الأفراد. هذه النماذج، وفقا لخبراء الاقتصاد النسويين، «أيدت التوقعات التقليدية حول الجنسين»، وطبقت نماذج اختيار عقلانية فردية لشرح السلوك المنزلي. يعدل الاقتصاديون النسويون هذه الافتراضات بحيث يفسرون العلاقات الجنسية والجنسانية الاستغلالية، والأسر ذات العائل الواحد، والعلاقات المثلية، والعلاقات الأسرية مع الأطفال، وعواقب الإنجاب. على وجه التحديد، يتجاوز الاقتصاديون النسويون النماذج الأسرية الوحدوية ونظرية الألعاب لإظهار تنوع الخبرات المنزلية.
على سبيل المثال، انتقدت B i n a A g a r wal وغيرها نموذجًا رئيسيًا وساعدت في توفير فهم أفضل لقدرة المساومة داخل الأسرة. يظهر A g a r w a l أن نقص القوة والخيارات الخارجية للنساء يعيق قدرتهن على التفاوض داخل أسرهن. يوضح أمارتيا سين كيف أن المعايير الاجتماعية التي تقلل من قيمة عمل المرأة غير المدفوع الأجر في الأسرة غالباً ما تكون غير مواتية للنساء في المساومة داخل الأسرة. يجادل هؤلاء الاقتصاديون النسويات بأن مثل هذه الادعاءات لها نتائج اقتصادية مهمة يجب الاعتراف بها في الأطر الاقتصادية.

### اقتصاد الرعاية
ينضم الاقتصاديون النسائيون إلى الأمم المتحدة وغيرها في الاعتراف بالعمل في مجال الرعاية، كنوع من العمل الذي يشمل جميع المهام التي تشمل تقديم الرعاية، باعتبارها أساسية للتنمية الاقتصادية ورفاهية الإنسان. يدرس الاقتصاديون النسائيون أعمال رعاية مدفوعة الأجر وغير مدفوعة الأجر. يجادلون بأن التحليل التقليدي للاقتصاد يتجاهل في كثير من الأحيان قيمة العمل المنزلي غير مدفوع الأجر. جادل الاقتصاديون النسويون بأن العمل المنزلي غير مدفوع الأجر هو قيمة العمل المدفوع الأجر، لذلك يجب أن تشمل مقاييس النجاح الاقتصادي العمل غير المدفوع الأجر. لقد أظهروا أن المرأة مسؤولة بشكل غير متناسب عن أداء مثل هذه الرعاية.
تقول سابين أوهارا إن الرعاية هي أساس كل النشاطات الاقتصادية واقتصادات السوق، وخلصت إلى أن «كل شيء يحتاج إلى رعاية»، ليس فقط الناس، ولكن الحيوانات والأشياء. وهي تسلط الضوء على الطبيعة المستدامة لخدمات الرعاية المقدمة خارج الاقتصاد الرسمي.
تزعم R i a n e E i s l e r أننا بحاجة إلى النظام الاقتصادي، الذي يعطي رؤية لأهم الأعمال الإنسانية، التي ترعى الأشخاص وتعتني بالطبيعة. قياس الناتج المحلي الإجمالي فقط يشمل العمل المنتج ويتجاهل الأنشطة المستدامة للقطاعات الثلاثة: الاقتصاد المنزلي والاقتصاد الطبيعي والاقتصاد المجتمعي المتطوع. في تلك القطاعات، تتم معظم أعمال الرعاية. من خلال تغيير المؤشرات الاقتصادية الحالية بطريقة تقيس أيضًا مساهمة القطاعات الثلاثة المذكورة، يمكننا الحصول على انعكاس دقيق للواقع. إنها أسماء المؤشرات المقترحة مؤشرات الثروة الاجتماعية، ووفقًا لها، ستظهر هذه المؤشرات العائد الهائل على الاستثمار (R O I) في رعاية الأشخاص والطبيعة. أظهرت الدراسات النفسية عندما يشعر الناس بالراحة، ويشعرون بالرضا عندما يشعرون بأنهم يهتمون، وأنهم أكثر إنتاجية وأكثر إبداعًا (مثال: دراسة حالة ) بشكل عام ، تزدهر المشاعر الإيجابية. جودة رأس المال البشري ترتفع.
معظم الدول لا تفشل فقط في دعم أعمال الرعاية التي لا تزال تقوم بها النساء في الغالب، ولكننا نعيش في العالم بنظام القيم الجنسانية. كل ما يرتبط بالمرأة أو الأنوثة هو تخفيض قيمة أو تهميش. نحن بحاجة إلى أن نترك وراءنا الجنس المزدوج الذي يقلل من قيمة الرعاية. عندها فقط يمكننا التحول من الهيمنة إلى الشراكة وخلق نموذج اقتصادي جديد تقترحه إيسلر في كتابها «الثروة الحقيقية للأمم: خلق اقتصاد رعاية». تمثل مساهمات الأفراد والطبيعة الثروة الحقيقية للمجتمع، ويجب أن تدعم سياساتنا وممارساتنا الاقتصادية الاهتمام بكلٍّ منهما.
وقد أبرز الاقتصاديون النسائيون أيضًا قضايا القوة وعدم المساواة داخل العائلات والأسر. على سبيل المثال، تُظهر Randy A l belda أن مسؤولية أعمال الرعاية تؤثر على الوقت الذي تعاني منه فقر الأمهات العازبات في الولايات المتحدة. وبالمثل، تفحص سارة جاماج آثار أعمال الرعاية غير مدفوعة الأجر التي تقوم بها النساء في غواتيمالا. ركز عمل قسم دراسات المساواة في جامعة كوليدج في دبلن ، مثل عمل سارة كانتيلون، على عدم المساواة في الترتيبات المحلية داخل الأسر الغنية.
بينما يتم تنفيذ الكثير من أعمال الرعاية في المنزل، إلا أنه قد يتم أيضًا مقابل أجر. على هذا النحو، تدرس الاقتصاديات النسائية آثارها، بما في ذلك زيادة مشاركة المرأة في أعمال الرعاية المدفوعة الأجر، وإمكانية الاستغلال، والآثار على حياة العاملين في مجال الرعاية.
أجرت مارلين وارينغ دراسة منهجية للطرق التي يتم بها قياس أو عدم قياس عمل المرأة على الإطلاق، (انظر ما إذا كانت المرأة تحسب) وغيرها في الثمانينيات والتسعينيات. بدأت هذه الدراسات في تبرير وسائل مختلفة لتحديد القيمة —والتي أثر بعضها في نظرية رأس المال الاجتماعي ورأس المال الفردي، التي ظهرت في أواخر التسعينيات، بالإضافة إلى الاقتصاد البيئي، أثرت في نظرية التنمية البشرية الحديثة. (انظر أيضا المدخل على الجنس ورأس المال الاجتماعي.)

### العمل غير مدفوع الأجر
يمكن أن يشمل العمل غير مدفوع الأجر العمل المنزلي، والرعاية، والعمل المعيشي، والعمل غير المدفوع الأجر في السوق، والعمل التطوعي. لا يوجد إجماع واضح على تعريف هذه الفئات. ولكن على نطاق واسع، يمكن اعتبار هذه الأنواع من العمل بمثابة إسهام في إنجاب المجتمع.
العمل المنزلي هو صيانة المنزل، وعادة ما يكون معترف به عالميا، مثل القيام بغسيل الملابس. تبحث أعمال الرعاية عن «أحد الأقارب أو الأصدقاء الذين يحتاجون إلى الدعم بسبب العمر أو الإعاقة الجسدية أو التعليمية أو المرض، بما في ذلك المرض العقلي» وهذا يشمل أيضا تربية الأطفال. يتضمن عمل الرعاية أيضًا «تفاعلًا شخصيًا أو عاطفيًا وثيقًا». يوجد أيضًا في هذه الفئة «الرعاية الذاتية»، حيث يتم تضمين أوقات الفراغ والأنشطة. أعمال الكفاف هي العمل المنجز من أجل تلبية الاحتياجات الأساسية، مثل جمع المياه، ولكن ليس لديها قيم السوق المخصصة لها، على الرغم من أن بعض هذه الجهود «تصنف على أنها أنشطة إنتاجية وفقًا لآخر تنقيح للنظام الدولي للحسابات القومية (...) [إلا أنها] يتم قياسها بشكل سيئ بواسطة معظم الاستطلاعات.»  العمل في السوق غير مدفوع الأجر هو «المساهمات المباشرة لأفراد الأسرة غير مدفوع الأجر في أعمال السوق التي تنتمي رسمياً إلى فرد آخر من أفراد الأسرة». عادة ما يكون العمل التطوعي هو العمل المنجز بالنسبة للأفراد من غير أفراد الأسرة، ولكن مقابل أجر ضئيل أو بدون أجر.

#### نظام الحسابات القومية
يقيس كل بلد الناتج الاقتصادي وفقا لنظام الحسابات القومية (S N A)، برعاية بشكل رئيسي من قبل الأمم المتحدة (UN)، ولكن تنفيذها بشكل رئيسي من قبل منظمات أخرى مثل المفوضية الأوروبية، وصندوق النقد الدولي (IMF)، ومنظمة التعاون الاقتصادي والتنمية (O E C D)، والبنك الدولي. يدرك نظام الحسابات القومية أن العمل غير مدفوع الأجر هو مجال اهتمام، لكن «الخدمات المنزلية غير مدفوعة الأجر مستبعدة من حدود الإنتاج الخاصة بها.»  انتقد الاقتصاديون النسائيون نظام الحسابات القومية لهذا الاستبعاد، لأنه بتجاهل العمل غير المدفوع الأجر، يتم تجاهل العمل الأساسي والضروري.
وحتى التدابير المحاسبية التي تهدف إلى الاعتراف بالفوارق بين الجنسين يتم انتقادها لتجاهلها العمل غير المأجور. مثالان على ذلك هما مؤشر التنمية المرتبطة بالجنسين (G D I) ومقياس التمكين الجنساني (GEM)، ولا يشتمل أي منهما على الكثير من العمل بدون أجر. لذا تدعو الاقتصاديات النسائية إلى مؤشر أكثر شمولًا يتضمن المشاركة في العمل غير المدفوع الأجر.
في السنوات الأخيرة، كان هناك اهتمام متزايد بهذه القضية، مثل الاعتراف بالعمل غير المدفوع الأجر في تقارير الحسابات القومية والتزام الأمم المتحدة بقياس وتقييم العمل غير المأجور، مع التركيز على أعمال الرعاية التي تقوم بها النساء. أعيد تأكيد هذا الهدف في مؤتمر الأمم المتحدة العالمي الرابع المعني بالمرأة لعام 1995 في بيجين.

#### قياس العمل بدون أجر
الطريقة الأكثر استخدامًا لقياس العمل غير مدفوع الأجر هي جمع المعلومات حول استخدام الوقت، والتي «تم تنفيذها من قبل 20 دولة نامية على الأقل وأكثر قيد التنفيذ» اعتبارا من عام 2006. يتضمن قياس استخدام الوقت جمع البيانات حول مقدار الوقت الذي يقضيه الرجال والنساء يوميًا أو أسبوعيًا أو شهريًا في بعض الأنشطة التي تندرج تحت فئات العمل غير المأجور.
تتضمن أساليب جمع هذه البيانات استبيانات، ومقابلات متعمقة، ومذكرات، وملاحظة مشارك. يعتقد مؤيدو استخدام الوقت لليوميات أن هذه الطريقة «تولد [معلومات] أكثر تفصيلاً وتميل إلى التقاط أشكال أكبر من الأسئلة المحددة مسبقًا.»  ومع ذلك، يجادل آخرون بأن ملاحظة المشاركين، «حيث يقضي الباحث فترات طويلة من الوقت في الأسر التي تساعد على مراقبة عملية العمل ومراقبتها»، تولد معلومات أكثر دقة لأن الباحث يمكنه التأكد مما إذا كان هؤلاء الذين درسوا يقومون بالإبلاغ بدقة عن الأنشطة التي يؤدونها أم لا.

##### صحة
المشكلة الأولى لقياس العمل غير مدفوع الأجر هي مسألة جمع معلومات دقيقة. هذا هو دائما مصدر قلق في الدراسات البحثية ، ولكن من الصعب بشكل خاص عند تقييم العمل غير المأجور. «قد تكشف استطلاعات استخدام الوقت عن وجود القليل من الوقت المخصص لأنشطة الرعاية المباشرة غير مدفوعة الأجر [لأن] متطلبات إنتاج الكفاف في تلك البلدان كبيرة»، وقد لا تأخذ في الاعتبار تعدد المهام— على سبيل المثال، قد تجمع الأم الوقود الخشبي بينما الطفل في نفس المكان، لذلك الطفل في رعايتها أثناء قيامها بأعمال أخرى. عادة يجب تضمين هذه الرعاية غير المباشرة، كما هو الحال في العديد من دراسات استخدام الوقت. لكن هذا ليس دائمًا، ونتيجة لذلك قد تقلل بعض الدراسات من قدر أنواع معينة من العمل غير المأجور. تم انتقاد ملاحظة المشاركين لكونها «مضيعة للوقت بحيث لا يمكنها التركيز إلا على أعداد صغيرة من الأسر»، وبالتالي فهي محدودة في كمية المعلومات التي يمكن استخدامها لجمعها.
تنطوي جميع عمليات جمع البيانات على صعوبات في عدم دقة تقارير موضوعات البحث. على سبيل المثال، عندما "ليس لدى الأشخاص الذين يقومون بالعمل المنزلي أي سبب لإيلاء اهتمام وثيق لمقدار الوقت الذي تستغرقه المهام... فإنهم [ربما] كثيرا ما يقللون من الوقت الذي يقضونه في أنشطة مألوفة". يمكن أن يكون قياس الوقت مشكلة أيضًا لأن "العمال الأبطأ والأكثر فاعلية [يبدو أنهم يحملون أكبر عبء عمل". يُنتقد استخدام الوقت في تقييم رعاية الطفل باعتباره "يحجب بسهولة الاختلافات بين الجنسين في عبء العمل". قد يضع كل من الرجل والمرأة نفس القدر من الوقت للمسؤولية عن الأطفال، ولكن كما أظهرت دراسات الملاحظة للمشاركين، فإن الكثير من الرجال من المرجح أن "يخدعوا" أطفالهم أثناء القيام بشيء لأنفسهم، مثل مشاهدة التلفزيون. قد تكون معايير رعاية الرجال مقصورة على ضمان عدم إصابة الأطفال. قد يتم تجاهل الحفاضات القذرة أو تركها عمداً حتى تعود الأم. "  يتمثل أحد الجوانب المتناقضة لهذه المشكلة في أن الأشخاص الأكثر عبئاً قد لا يكونون قادرين على المشاركة في الدراسات: "عادة ما تختار النساء اللائي لديهن أثقل أعباء العمل عدم المشاركة في هذه الدراسات". بشكل عام، يؤدي قياس الوقت إلى "أن بعض الجوانب الأكثر تطلبًا للعمل غير مدفوع الأجر [غير مستكشفة] وأن الفرضية القائلة بأن الوقت هو أداة مناسبة لقياس عمل المرأة غير مدفوع الأجر لا يتم تحديها."  كما تم انتقاد الدراسات الاستقصائية بسبب افتقارها إلى "العمق والتعقيد" حيث لا يمكن تصميم الأسئلة خصيصًا لظروف معينة.

##### المقارنة
والمشكلة الثانية هي صعوبة المقارنات بين الثقافات. «تعوق المقارنات بين البلدان حاليًا الاختلافات في تصنيف النشاط والتسمية». قد تكون الدراسات الاستقصائية المتعمقة هي الطريقة الوحيدة للحصول على المعلومات الضرورية المطلوبة، لكنها تجعل من الصعب إجراء مقارنات بين الثقافات. ومن الأمثلة على ذلك الافتقار إلى مصطلحات عالمية كافية في مناقشة العمل غير مدفوع الأجر. «على الرغم من الاعتراف المتزايد بأن العمل المنزلي هو عمل، فإن المفردات الحالية لا تنقل بسهولة التقدير الجديد. لا يزال الناس يميلون إلى الحديث عن العمل والمنزل كما لو كانوا مجالين منفصلين. عادة ما يُفترض أن» الأمهات العاملات«ضمن القوى العاملة المدفوعة الأجر ، على الرغم من تأكيدات أن» كل أم هي أم عاملة«. لا توجد شروط مقبولة بسهولة للتعبير عن أنشطة العمل أو المسميات الوظيفية المختلفة. ربة منزل، مدير البيت، ربة منزل، كلها مشاكل واحدا منهم ينقل الشعور النساء الذين يقذف على حد سواء العمالة المنزلية والعمل المأجور».

##### تعقيد
المشكلة الثالثة هي تعقيد العمل المنزلي ومسائل الفصل بين فئات العمل غير المدفوعة الأجر. تأخذ دراسات استخدام الوقت الآن قضايا تعدد المهام في الاعتبار، ويفصل بين الأنشطة الأولية والثانوية. ومع ذلك، لا تفعل كل الدراسات هذا، وحتى تلك الدراسات التي قد لا تأخذ في الاعتبار «حقيقة أن العديد من المهام يتم تنفيذها في وقت واحد، وتداخل المهام، وأن الحدود بين العمل والعلاقات غالبًا ما تكون غير واضحة. كيف تحدد المرأة نشاطها الأساسي عندما تستعد لتناول العشاء أثناء وضع الغسيل بعيدًا، وصنع القهوة لزوجها، وتناول القهوة والتحدث معه، وحضور الأطفال؟»  قد لا تعتبر بعض الأنشطة عملًا، مثل اللعب مع طفل (تم تصنيف هذا كعمل رعاية تنموية) وبالتالي قد لا يتم تضمينه في ردود الدراسة. كما ذكر أعلاه، قد لا يتم تفسير الإشراف على الأطفال (أعمال الرعاية غير المباشرة) على أنه نشاط على الإطلاق، مما «يشير إلى ضرورة استكمال الدراسات الاستقصائية القائمة على النشاط بأسئلة أكثر تحديدًا فيما يتعلق بمسؤوليات الرعاية»، وإلا يمكن حساب هذه الأنشطة. في الماضي، كانت دراسات استخدام الوقت تميل إلى قياس الأنشطة الأولية فقط، و «طُلب من المشاركين الذين يقومون بشيئين أو أكثر في وقت واحد الإشارة إلى ما هو الأكثر أهمية». لقد تغير هذا في السنوات الأخيرة.

#### تقييم الوقت
يشير الاقتصاديون النسائيون إلى ثلاث طرق رئيسية لتحديد قيمة العمل غير مدفوع الأجر: طريقة تكلفة الفرصة البديلة، وطريقة تكلفة الاستبدال، وطريقة تكلفة المدخلات والمخرجات. طريقة تكلفة الفرصة البديلة «تستخدم الأجر الذي سيكسبه الشخص في السوق» لمعرفة القيمة التي يتمتع بها وقت العمل. تعتمد هذه الطريقة على فكرة تكلفة الفرصة البديلة في الاقتصاد السائد.
الطريقة الثانية للتقييم تستخدم تكاليف الاستبدال. بعبارات بسيطة، يتم ذلك عن طريق قياس مبلغ المال الذي ستجنيه جهة خارجية للقيام بنفس العمل إذا كان جزءًا من السوق. بمعنى آخر، قيمة الشخص الذي يقوم بتنظيف المنزل خلال ساعة هي نفس الأجر بالساعة لخادمة. ضمن هذه الطريقة، يوجد طريقتان: الأول هو طريقة تكلفة بديلة عامة، والتي تدرس ما إذا كان «سيكون من الممكن، على سبيل المثال، تحمل أجر عاملة منزلية عامة يمكن أن تؤدي مجموعة متنوعة من المهام بما في ذلك رعاية الأطفال». الطريقة الثانية هي طريقة تكلفة الاستبدال المتخصصة، والتي تهدف إلى «التمييز بين المهام المنزلية المختلفة واختيار البدائل وفقًا لذلك».
الطريقة الثالثة هي طريقة تكلفة المدخلات والمخرجات. هذا يبحث في كل من تكاليف المدخلات ويشمل أي قيمة مضافة من قبل الأسرة. «على سبيل المثال، يمكن تحديد قيمة الوقت المخصص لطهي وجبة من خلال السؤال عن التكلفة التي يمكن أن تكلفها لشراء وجبة مماثلة (الناتج) في السوق، ثم طرح تكلفة السلع الرأسمالية والمرافق والمواد الخام المخصصة تلك الوجبة. يمثل هذا الباقي قيمة عوامل الإنتاج الأخرى، خاصة العمالة.»  تحاول هذه الأنواع من النماذج تقييم الإنتاج المنزلي من خلال تحديد القيم النقدية للمدخلات — في مثال العشاء، مكونات وإنتاج الوجبة — ومقارنة تلك مع نظيراتها في السوق.

##### صعوبة تحديد المستويات النقدية
يتعلق أحد الانتقادات بتقييم الوقت باختيار المستويات النقدية. كيف ينبغي تقييم العمل غير المدفوع الأجر عند إجراء أكثر من نشاط أو إنتاج أكثر من ناتج واحد؟ قضية أخرى تتعلق بالاختلافات في الجودة بين السوق والمنتجات المنزلية. تواجه بعض الاقتصاديات النسوية مشكلة في استخدام نظام السوق لتحديد القيم لعدة أسباب: قد يؤدي ذلك إلى استنتاج أن السوق يوفر بدائل مثالية للعمل غير السوقي؛  قد لا يعكس الأجر المنتج في السوق للخدمات بدقة تكلفة الفرصة الفعلية الفعلية للوقت الذي يقضيه في الإنتاج المنزلي؛  والأجور المستخدمة في أساليب التقييم تأتي من الصناعات التي تكون فيها الأجور منخفضة بالفعل بسبب عدم المساواة بين الجنسين، وبالتالي لن تقدر بدقة العمل غير المدفوع الأجر. هناك حجة ذات صلة وهي أن السوق «يقبل التقسيمات القائمة بين الجنسين / الجنس في العمل ، وعدم المساواة في الأجور بشكل طبيعي وغير معقد. مع هذا الافتراض الأساسي الذي يستند إليه حساباتهم، تعمل التقييمات التي يتم إنتاجها على تعزيز عدم المساواة بين الجنسين بدلاً من تحدي تبعية المرأة.» 

##### انتقادات تكلفة الفرصة البديلة
يتم توجيه النقد ضد كل طريقة للتقييم. تعتمد طريقة تكلفة الفرصة البديلة «على المكاسب المفقودة للعامل، بحيث تكون قيمة المرحاض الذي ينظفه محامٍ أكبر بكثير من تلك التي ينظفها بواب»، مما يعني أن القيمة تختلف اختلافًا كبيرًا للغاية. هناك أيضًا مشكلات تتعلق بتوحيد هذه الطريقة ليس فقط بين أفراد متعددين، ولكن أيضًا بالنسبة لشخص واحد: «قد لا تكون موحدة طوال اليوم أو عبر أيام الأسبوع». هناك أيضًا مسألة ما إذا كان ينبغي خصم أي التمتع بالنشاط من تقدير تكلفة الفرصة البديلة.

##### الصعوبات مع تكلفة الاستبدال
لديها طريقة تكلفة الاستبدال أيضا منتقديها. ما هي أنواع الوظائف التي يجب استخدامها كبدائل؟ على سبيل المثال، هل يجب حساب أنشطة رعاية الأطفال «باستخدام أجور العاملين في مجال الرعاية النهارية أو الأطباء النفسيين الأطفال؟»  ويتعلق ذلك بمشكلة الأجور المنخفضة في الصناعات التي تهيمن عليها الإناث، وما إذا كان استخدام هذه الوظائف كمكافئ يؤدي إلى التقليل من قيمة العمل غير المدفوع الأجر. جادل البعض بأن مستويات التعليم يجب أن تكون قابلة للمقارنة، على سبيل المثال، «يجب أن يتم التحقق من قيمة الوقت الذي يقضيه الوالد المتعلم في الكلية في القراءة بصوت عالٍ لطفل من خلال السؤال عن التكلفة التي يتطلبها توظيف عامل تعليمي جامعي، نفسه، وليس بأجر مدبرة متوسط».

##### صعوبات مع طرق المدخلات والمخرجات
تشمل الانتقادات ضد أساليب المدخلات والمخرجات صعوبة تحديد وقياس مخرجات الأسرة، وقضايا تباين الأسر وهذه الآثار.

#### النتائج والآثار الاقتصادية للعمل غير المأجور
في عام 2011، أجريت دراسة واسعة النطاق لتحديد حجم الأعمال المنزلية غير المدفوعة الأجر التي يزاولها سكان مختلف البلدان. وجدت هذه الدراسة، التي تضمنت نتائج مسوحات استخدام الوقت من 26 دولة من دول منظمة التعاون الاقتصادي والتنمية، أن متوسط الساعات التي تقضيها كل يوم في العمل المنزلي غير مدفوع الأجر في كل دولة يتراوح بين ساعتين إلى أربع ساعات في اليوم. نظرًا لأن العمل المنزلي يُنظر إليه على نطاق واسع على أنه «عمل المرأة»، فإن الغالبية العظمى منه تقوم به النساء، حتى بالنسبة للنساء اللائي يشاركن أيضًا في القوى العاملة. وجدت إحدى الدراسات أنه عند إضافة الوقت الذي تقضيه في العمل المنزلي غير مدفوع الأجر إلى الوقت الذي تقضيه في العمل بأجر، تتراكم الأمهات المتزوجات 84 ساعة عمل في الأسبوع، مقارنة بـ 79 ساعة في الأسبوع للأمهات غير المتزوجات، و 72 ساعة في الأسبوع للجميع الآباء، سواء كانوا متزوجين أم لا.
أظهرت الجهود المبذولة لحساب القيمة الاقتصادية الحقيقية للعمل غير المأجور، والتي لم يتم تضمينها في تدابير مثل الناتج المحلي الإجمالي، أن هذه القيمة هائلة. في الولايات المتحدة، قدرت ما بين 20 إلى 50٪ ، وهذا يعني أن القيمة الحقيقية للعمل بدون أجر هي تريليونات من الدولارات في السنة. بالنسبة للبلدان الأخرى ، قد تكون النسبة المئوية للناتج المحلي الإجمالي أعلى، مثل المملكة المتحدة، حيث قد تصل إلى 70٪. لأن هذا العمل غير مدفوع الأجر يتم إلى حد كبير من قبل النساء ولا يتم الإبلاغ عنه في المؤشرات الاقتصادية، فإنه يؤدي إلى انخفاض قيمة مساهمات النساء في المجتمع.

### الاقتصاد الرسمي
إن البحث في أسباب وعوازل الفصل المهني والفجوة في الأجور بين الجنسين و«السقف الزجاجي» كان جزءًا مهمًا من الاقتصاد النسوي. في حين أوضحت النظريات الاقتصادية الكلاسيكية الجديدة التقليدية من 1960 ميلادي و1970 ميلادي هذه نتيجة من الخيارات الحرة التي أدلى بها النساء والرجال الذين كان ببساطة قدرات أو أفضليات مختلفة، وأشار خبراء الاقتصاد النسوي من الأدوار الهامة التي تقوم بها القوالب النمطية، التمييز على أساس الجنس، الأبوية المعتقدات والمؤسسات والجنسي التحرش والتمييز. كما تمت دراسة مبررات وتأثيرات قوانين مناهضة التمييز المعتمدة في العديد من الدول الصناعية والتي بدأت في السبعينيات.
انتقلت النساء بأعداد كبيرة إلى معاقل الذكور السابقة —وخاصة المهن مثل الطب والقانون— خلال العقود الأخيرة من القرن العشرين. لا تزال الفجوة في الأجور بين الجنسين تتقلص ببطء. قام الاقتصاديون النسويون مثل مارلين باور وإلين موتاري وديبورا فيغارت بفحص الفجوة في الأجور بين الجنسين ووجدوا أن إجراءات تحديد الأجور ليست مدفوعة في المقام الأول بقوى السوق، ولكن بدلًا من ذلك من خلال قوة الممثلين والتفاهمات الثقافية لقيمة العمل وما الذي يشكل لقمة العيش، وقواعد النوع الاجتماعي الاجتماعي. وبالتالي، يؤكدون أن النماذج الاقتصادية يجب أن تأخذ هذه المتغيرات الخارجية في الاعتبار.
على الرغم من أن التمييز الصريح في التوظيف حسب الجنس لا يزال مصدر قلق للاقتصاديات النسويات، فقد تم في السنوات الأخيرة إيلاء المزيد من الاهتمام للتمييز ضد مقدمي الرعاية هؤلاء النساء، وبعض الرجال الذين يقدمون التدريب العملي للأطفال أو الأصدقاء أو الأقارب المرضى أو كبار السن. نظرًا لأن العديد من سياسات العمل والحكومة قد صُممت لاستيعاب «العامل المثالي» (أي العامل الذكور التقليدي الذي لم يكن لديه مثل هذه المسؤوليات) بدلاً من العاملين في مجال الرعاية، فقد أسفرت المعاملة غير الفعالة وغير المنصفة.

### العولمة أو الوافدين الاجانب
عمل الاقتصاديات النسائي في العولمة متنوع ومتعدد الأوجه، ولكن الكثير منها مرتبط ببعضها البعض من خلال دراسات تفصيلية دقيقة عن الطرق التي تؤثر بها العولمة على النساء على وجه الخصوص وكيف ترتبط هذه الآثار بنتائج اجتماعية عادلة. في كثير من الأحيان تستخدم دراسات الحالة القطرية لهذه البيانات. يركز بعض الاقتصاديين النسويين على السياسات التي تنطوي على تطور العولمة. على سبيل المثال، يجادل لورديس بينريا بأن التنمية الاقتصادية في الجنوب العالمي تعتمد إلى حد كبير على تحسين الحقوق الإنجابية، والقوانين المنصفة بين الجنسين بشأن الملكية والميراث، والسياسات التي تراعي نسبة النساء في الاقتصاد غير الرسمي. بالإضافة إلى ذلك، تناقش ناليا كبير تأثير بند اجتماعي من شأنه أن يفرض معايير العمل العالمية من خلال اتفاقيات التجارة الدولية، بالاعتماد على العمل الميداني من بنغلاديش. وهي تجادل بأنه على الرغم من أن هذه الوظائف قد تبدو استغلالية، فإنها بالنسبة للعديد من العمال في تلك المناطق، توفر فرصًا وطرق لتجنب المزيد من المواقف الاستغلالية في الاقتصاد غير الرسمي.
بدلا من ذلك، سوزان بيرجيرون، على سبيل المثال، يثير أمثلة من الدراسات التي توضح آثار متعددة الأوجه للعولمة على النساء، بما في ذلك دراسة Kumudhini روزا من سري لانكا، ماليزيا، والفلبين، والعمال في مناطق التجارة الحرة كمثال على المقاومة المحلية للعولمة. تستخدم النساء أجورهن لإنشاء مراكز نسائية تهدف إلى توفير الخدمات القانونية والطبية والمكتبات والإسكان التعاوني لأفراد المجتمع المحلي. هذه الجهود، كما يبرز بيرجيرون، تتيح للمرأة الفرصة للسيطرة على الظروف الاقتصادية، وزيادة إحساسها بالفردية، وتغيير وتيرة واتجاه العولمة نفسها.
في حالات أخرى، يعمل الاقتصاديون النسويون على إزالة التحيزات الجنسانية من الأسس النظرية للعولمة نفسها. تركز سوزان بيرجيرون، على سبيل المثال، على النظريات النموذجية للعولمة باعتبارها «الاندماج السريع للعالم في فضاء اقتصادي واحد» من خلال تدفق السلع ورأس المال والمال، لإظهار كيف تستبعد بعض النساء والمحرومين. وهي تجادل بأن المفاهيم التقليدية للعولمة تؤكد بشكل مفرط على قوة تدفقات رأس المال العالمية، وتوحيد تجارب العولمة في جميع السكان، والعمليات الاقتصادية التقنية والتجريدية، وبالتالي تصور الاقتصاد السياسي للعولمة بشكل غير لائق. إنها تسلط الضوء على وجهات النظر البديلة للعولمة التي أوجدتها النسويات. أولاً، تصف كيف أن النسويات قد لا يشددن على فكرة السوق باعتبارها «قوة طبيعية لا يمكن وقفها»، بدلاً من ذلك تصور عملية العولمة على أنها قابلة للتغيير ومنقولة من قبل الفاعلين الاقتصاديين الفرديين بمن فيهم النساء. كما أوضحت أن مفهوم العولمة في حد ذاته متحيز جنسانيا، لأن تصويره على أنه «مهيمن وموحد و [و] مقصود» هو متأصل ومضلل بطبيعته. وهي تشير إلى أن النسويات ينتقدن مثل هذه الروايات من خلال إظهار كيف أن «الاقتصاد العالمي» شديد التعقيد، وغير مركزي وغير واضح.

### التدهور والاقتصاد البيئي
الاقتصاد النسائي والإيكولوجي حتى الآن لم يتعامل مع بعضهما البعض كثيرًا. تناقش Corinna Dengler و Birte Strunk (2017: الاقتصاد النقدي مقابل الرعاية والبيئة: وجهات نظر متدنية بشأن التوفيق بين الخصومة، الاقتصاد النسائي) لنهج التدهور باعتباره نقدًا مفيدًا لتخفيض قيمة الرعاية والطبيعة من قبل "الرأسمالي القائم على النمو" النموذج الاقتصادي ". يجادلون بأن نموذج النمو يديم الظلم الجنساني والبيئي القائم ويسعى إلى تخفيفه باقتراح تقاسم العمل المتدهور. ويشير الباحثون في نموذج Degrowth إلى أن الخيال الاقتصادي المعاصر يعتبر الوقت كمورد نادر يتم تخصيصه بكفاءة، في حين يعتمد استخدام الوقت في قطاع الرعاية المنزلية على إيقاع الحياة. (D'Alisa et al. 2014: Degrowth. مفردات لعصر جديد، نيويورك، نيويورك: روتليدج. جوان ترونتو (1993: الحدود الأخلاقية: حجة سياسية لأخلاقيات الرعاية، نيويورك، نيويورك: روتليدج.) تقسم عملية الرعاية في 4 مراحل: رعاية، رعاية، رعاية وتلقي رعاية. هذه تكتسب معاني مختلفة عند استخدامها في وصف تصرفات الذكور والإناث. يقترح Degrowth وضع الرعاية في قلب المجتمع، وبالتالي الدعوة إلى إعادة التفكير الجذري في العلاقات الإنسانية. تجدر الإشارة إلى أن التدهور هو مفهوم نشأ في الشمال العالمي، وهو موجه أساسًا نحو الحد من الإنتاجية الاقتصادية (وبالتالي المادية) للمجتمعات الغنية. يتم تضمين المظالم البيئية المرتبطة بالظلم بين الجنسين في "النمو الأخضر" بسبب عجزها عن تجسيد عمليات الإنتاج، وتتواصل هذه الظلم من خلال سرد النمو الأخضر وعواقبه. العمليات البيئية وكذلك أنشطة الرعاية يتم تخفيضها بشكل متماثل ومنهجي من خلال النماذج الصناعية والاقتصادية السائدة. يمكن تفسير ذلك من خلال الحدود التعسفية بين النقود والمحافظة على البقاء التي لا يمكن تحديها إلى حد كبير، ويعرض التدهور نفسه كبديل لهذه النظرة الثنائية. إذا تم تصميمه على نحو يراعي الفوارق بين الجنسين، فيمكن للمجتمع الحديث حول الرعاية أن يكون لديه القدرة على تخفيف الظلم البيئي مع تعزيز قدر أكبر من المساواة بين الجنسين.

## منهجية
يتحدى العديد من الاقتصاديات النسوية الإدراك بأن البيانات «الموضوعية» (التي يُفترض غالبًا أنها كمية) صالحة فقط. بدلاً من ذلك، يقولون إن على الاقتصاديين إثراء تحليلهم باستخدام مجموعات البيانات التي تم إنشاؤها من تخصصات أخرى أو من خلال زيادة استخدام الطرق النوعية. بالإضافة إلى ذلك، يقترح العديد من الاقتصاديين النسويات استخدام استراتيجيات جمع البيانات غير التقليدية مثل «استخدام أطر محاسبة النمو، وإجراء اختبارات تجريبية للنظريات الاقتصادية، ودراسات الحالة في البلدان النامية، ومتابعة البحوث على المستويين المفاهيمي والتجريبي.» 
يبحث جمع البيانات متعدد التخصصات في الأنظمة من موضع أخلاقي معين ووجهة نظر بدلاً من محاولة منظور مراقب محايد. القصد من ذلك ليس خلق منهجية «ذاتية» أكثر، ولكن مواجهة التحيزات في المنهجيات الحالية، من خلال إدراك أن جميع التفسيرات لظواهر العالم تنشأ من وجهات نظر تتأثر اجتماعيا. يقول الاقتصاديون النسائيون إن الكثير من النظريات تدعي أنها تقدم مبادئ عالمية ولكنها في الواقع تقدم وجهة نظر ذكورية تحت ستار «النظرة من أي مكان»، لذلك هناك حاجة إلى مصادر أكثر تنوعًا لجمع البيانات للتوسط في تلك القضايا.

### الحكم الأخلاقي
ينحرف الاقتصاديون النسويون عن الاقتصاد التقليدي لأنهم يقولون "الأحكام الأخلاقية جزء صحيح ولا مفر منه وفي الواقع مرغوب فيه في التحليل الاقتصادي". على سبيل المثال، يجادل Lourdes Beneria بأن الأحكام المتعلقة بالسياسات التي تؤدي إلى مزيد من الرفاهية يجب أن تكون أساسية للتحليل الاقتصادي. وبالمثل، تقول شهرا رضوي إن الفهم الأفضل لأعمال الرعاية "سيتيح لنا تحويل أولوياتنا من "كسب المال" أو "صنع الأشياء" إلى "صنع حياة ملائمة" و"إثراء شبكات الرعاية والعلاقة" التي يجب أن تكون أساسية للاقتصاد.

### دراسات الحالة القطرية
وغالبا ما تستخدم الاقتصاديين النسوية على المستوى القطري أو أصغر دراسات الحالة التي تركز على تطوير ودول غالبا الكافي في أو السكان. على سبيل المثال، يبحث مايكل كيفان وليزلي سي غراي كيف أن المعايير الاجتماعية المبنية على النوع الاجتماعي أساسية لفهم الأنشطة الزراعية في بوركينا فاسو. تفحص كريستينا كاراسكو وأرانتكسا رودريكيز اقتصاد الرعاية في إسبانيا لتوحي بأن دخول المرأة إلى سوق العمل يتطلب مسؤوليات أكثر إنصافا في مجال تقديم الرعاية. تُظهر هذه الدراسات أهمية المعايير الاجتماعية المحلية والسياسات الحكومية والمواقف الثقافية، يرى الاقتصاديون النسائيون أن هذا التباين عامل حاسم يجب إدراجه في الاقتصاد.

### مقاييس النجاح البديلة
يدعو الاقتصاديون النسويون إلى تحول في كيفية قياس النجاح الاقتصادي، وتشمل هذه التغييرات زيادة التركيز على قدرة السياسة على دفع المجتمع نحو العدالة الاجتماعية وتحسين حياة الناس، من خلال أهداف محددة بما في ذلك الإنصاف في التوزيع والإنصاف وتوفير الاحتياجات على المستوى العالمي والقضاء على الفقر والتحرر من التمييز وحماية القدرات البشرية.

#### مؤشر التنمية البشرية (HDI)
| Very High (developed country) | Low (developing country) |
| High (developing country)     | Data unavailable         |
| Medium (developing country)   |                          |

World map by quartiles of Human Development Index in 2011.

غالباً ما يدعم الاقتصاديون النسائيون استخدام مؤشر التنمية البشرية كإحصاء مركب من أجل تقييم البلدان حسب مستواها الإجمالي للتنمية البشرية، بدلاً من التدابير الأخرى. يأخذ مؤشر التنمية البشرية في الاعتبار مجموعة واسعة من التدابير تتجاوز الاعتبارات النقدية بما في ذلك متوسط العمر المتوقع ومحو الأمية والتعليم ومستويات المعيشة لجميع البلدان في جميع أنحاء العالم.

#### مؤشر التنمية المتعلقة بالجنسين (G D I)
تم تقديم مؤشر التنمية المتعلقة بالجنسين (G D I) في عام 1995 في تقرير التنمية البشرية الذي كتبه برنامج الأمم المتحدة الإنمائي من أجل إضافة بعد يراعي الفوارق بين الجنسين في مؤشر التنمية البشرية. يأخذ G D I في الاعتبار ليس فقط المستوى المتوسط أو العام للرفاه والثروة داخل بلد معين، ولكن أيضًا كيف يتم توزيع هذه الثروة والرفاهية بين المجموعات المختلفة داخل المجتمع، وخاصة بين الجنسين. ومع ذلك، لا يتفق الاقتصاديون النسائيون عالميًا على استخدام G D I وبعضهم يقدم تحسينات عليه.

#### المؤسسات الاجتماعية ومؤشر النوع الاجتماعي (S I G I)
مؤشر المؤسسات الاجتماعية والجنس (S I G I) هو مقياس تم تطويره مؤخرًا لعدم المساواة بين الجنسين يتم حسابه من خلال تحليل المؤسسات الاجتماعية والممارسات المجتمعية والقواعد القانونية وكيف تحدد هذه العوامل المعايير الجنسانية إلى حد كبير داخل المجتمع. من خلال الجمع بين مصادر عدم المساواة هذه، فإن S I G I قادرة على معاقبة مستويات عالية من عدم المساواة في كل من الأبعاد المطبقة، مما يسمح بالتعويض الجزئي فقط عن طريق الفجوات بين الأبعاد المتبقية والأبعاد غير المنصفة للغاية. من خلال تحليلها للمصادر المؤسسية لعدم المساواة بين الجنسين في أكثر من 100 دولة، ثبت أن S I G I تضيف رؤى جديدة إلى النتائج بالنسبة للمرأة، حتى عندما يتم التحكم في عوامل أخرى مثل الدين ومنطقة العالم. تعكس تصنيفات S I G I إلى حد كبير تصنيفات مؤشر التنمية البشرية، حيث تتصدر بلدان مثل البرتغال والأرجنتين المجموعة، بينما تتخلف بلدان مثل أفغانستان والسودان بشكل كبير.

## المنظمات
لا يزال الاقتصاد النسائي يلقى الاعتراف والسمعة على نطاق واسع كما يتضح من المنظمات العديدة المكرسة له أو يتأثر على نطاق واسع بمبادئه.

### الرابطة الدولية للاقتصاد النسائي
تأسست الجمعية الدولية للاقتصاد النسائي (I A F F E) عام 1992، وهي مستقلة عن الرابطة الاقتصادية الأمريكية (A E A) وتسعى لتحدي التحيزات الذكورية في الاقتصاد الكلاسيكي الحديث. في حين أن غالبية الأعضاء اقتصاديون، إلا أنه مفتوح «ليس فقط للاقتصاديين من الذكور والإناث ولكن أيضًا للأكاديميين من المجالات الأخرى، فضلاً عن الناشطين من غير الأكاديميين»، ويضم حاليًا أكثر من 600 عضو في 64 دولة. على الرغم من أن أعضائها المؤسسين كانوا في الغالب في الولايات المتحدة، فإن غالبية أعضاء I A F F E الحاليين يوجدون خارج الولايات المتحدة. في عام 1997، حصلت I A F F E على مركز المنظمات غير الحكومية في الأمم المتحدة.

### مجلةالاقتصاد النسائي
الاقتصاد النسائي، الذي حرره ديانا ستراسمان من جامعة رايس وجونسيلي بيريك من جامعة يوتا، هي مجلة تمت مراجعتها من قبل النظراء أنشئت لتوفير منتدى مفتوح للحوار والنقاش حول المنظورات الاقتصادية النسوية. تقر المجلة جدول أعمال معياري لتعزيز السياسات التي من شأنها تحسين حياة شعوب العالم، من النساء والرجال. في عام 1997، مُنحت المجلة جائزة مجلس المحررين والمجلات المستفادة (CELJ) كأفضل مجلة جديدة. صنّف مؤشر ISI للعلوم الاجتماعية لعام 2007 مجلة الاقتصاد النسائي في المرتبة 20 من أصل 175 بين المجلات الاقتصادية والثانية من أصل 27 بين المجلات دراسات المرأة.

## العلاقة مع التخصصات الأخرى
تتضمن الاقتصاد الأخضر أفكارًا من الاقتصاد النسوي وقائمة الخضر النسوية كهدف صريح لتدابيرها السياسية، والسعي لتحقيق قدر أكبر من المساواة الاقتصادية والعامة بين الجنسين. غالبًا ما يرتبط الاقتصاد النسائي أيضًا باقتصاديات الرفاهية أو اقتصاديات العمل، لأنه يشدد على رفاهية الطفل وقيمة العمل في حد ذاته، على عكس التركيز التقليدي حصريًا على الإنتاج لسوق.

## برامج الدراسات العليا
يقدم عدد قليل، ولكن متزايد من برامج الدراسات العليا في جميع أنحاء العالم، دورات وتركيز في الاقتصاد النسائي. (ما لم يذكر خلاف ذلك أدناه، فإن هذه العروض موجودة في أقسام الاقتصاد.) 
- الجامعة الأميركية
- School of Public Policy and Administration at جامعة كارلتون
- جامعة ولاية كولورادو
- Institute of Social Studies
- Gender Institute of the كلية لندن للاقتصاد
- جامعة ماكيريري
- جامعة ماساتشوستس في أمهرست
- The Masters in Applied Economics and Public Policy programs at the جامعة ماساتشوستس في بوسطن
- جامعة نبراسكا- لينكولن
- The New School for Social Research
- جامعة ريدنغ
- جامعة روزفلت
- Department of Women's and Gender Studies at جامعة روتجرز
- Discipline of Political Economy at the جامعة سيدني
- جامعة يوتا
- جامعة يورك (كندا)
- جامعة رايت ستيت

## روابط خارجية
- الرابطة الدولية للاقتصاد النسائي (IAFFE)
- الاقتصاد النسائي (مجلة النظراء)